# Isojärvi (sjö i Finland, Kajanaland)
Isojärvi är en sjö i Finland. Den ligger i kommunen Puolango i landskapet Kajanaland, i den centrala delen av landet, 500 km norr om huvudstaden Helsingfors. Isojärvi ligger 211,1 meter över havet. Den är 9,2 meter djup. Arean är 1,16 kvadratkilometer och strandlinjen är 5,98 kilometer lång. Sjön  ingår i Uleälvens huvudavrinningsområde. 